# 雅卡雷伊
雅卡雷伊是巴西圣保罗州的一个市镇。总面积460.073平方公里，总人口207028人，人口密度450人/平方公里。